# Ilex polyneura
Ilex polyneura là một loài thực vật có hoa trong họ Aquifoliaceae. Loài này được (Hand.-Mazz.) S.Y. Hu mô tả khoa học đầu tiên năm 1949.